# مهاجرت مردمان ترک
مهاجرت مردمان ترک، به گسترش ترکان از آسیای مرکزی به خاورمیانه و اروپا در میان سده‌های ۶ و ۱۱ میلادی می‌پردازد. این گسترش توسط قبایل هون با هویت ترک آغاز شد. قبایل نیاترک (به انگلیسی Proto-Turkic) ریشهٔ تاریخی‌شان به قسمت شرقی منطقهٔ آسیای میانه، منطقهٔ شین‌جیانگ چین، سیبری و مغولستان داخلی بازمی‌گشت. قبایلی که به‌طور قطع ترک شناخته می‌شدند، میان سده‌های ۶ و ۱۰ میلادی در آسیای مرکزی ساکن بودند. ترکان سلجوقی که طایفه‌ای از ترکان اغوز بودند، در سدهٔ یازدهم میلادی یک امپراتوری تشکیل دادند که از آمودریا تا خلیج فارس و از هندوستان تا دریای مدیترانه گسترش داشت. این امپراتوری شامل بیشتر مناطق ایران، بین‌النهرین، سوریه و فلسطین بود. پیشرفت آن‌ها نشانگر آغاز قدرت ترک‌ها در خاورمیانه بود و به مرور موجب اسکان آن‌ها شد. در زمان سلطنت آلپ ارسلان و ملکشاه، امپراتوری سلجوقی گسترش یافت تا تمام ایران و میان‌رودان و سوریه از جمله فلسطین را شامل شود. در سال ۱۰۷۱ میلادی، آلپ ارسلان ارتش قدرتمند امپراتوری بیزانس را در نبرد ملازگرد شکست داد و رومانوس چهارم (امپراتور بیزانس) را به اسارت گرفت. این پیروزی راه را برای اسکان اقوام ترکمن در آناتولی باز کرد و در ادامه توسط قبایل ترک زبان آناتولی، امپراتوری عثمانی ایجاد شد که در سده‌های پانزدهم و شانزدهم یکی از قدرتمندترین کشورها در جهان بود. دورهٔ امپراتوری عثمانی بیش از ششصد سال به طول انجامید. این امپراتوری در اوج خود بر بخش اعظم جنوب شرقی اروپا تا دروازه‌های وین و از جمله مجارستان، منطقه بالکان، یونان، اوکراین و بخش‌هایی از خاورمیانه شامل عراق، سوریه، اسرائیل و مصر، شمال آفریقا تا الجزایر و بخش‌های بزرگی از شبه‌جزیرهٔ عربستان حکومت می‌کرد که در نهایت به تشکیل جمهوری ترکیه ختم شد. قبایل دیگر ترک آسیای مرکزی نیز نهایتاً دولت‌های مستقلی مثل قزاقستان، ازبکستان، قرقیزستان و ترکمنستان را تشکیل دادند. از دیگر قبایل ترک، اویغورها نیز اکنون بخشی از کشور چین و یاکوت‌ها نیز در جمهوری یاکوتستان روسیه ساکن هستند.

قلمرو امپراتوری سلجوقی در اوج قدرت از کوه‌های هندوکش تا مدیترانه

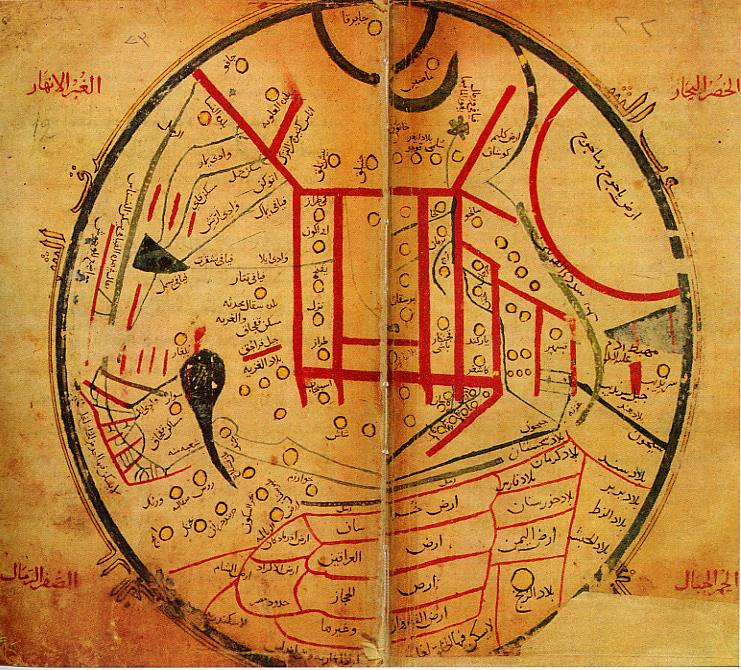
نقشهٔ توزیع اقوام ترک در دیوان کاشغری سدهٔ ۱۱ میلادی

## منشأ و خاستگاه اولیه
پیشنهادها برای خاستگاه اولیه اقوام تُرک و زبان آنان از شرق دریای خزر گرفته تا آسیای شمال شرقی (منچوری) متفاوت است. به گفته یونسبایف و همکارانش(۲۰۱۵)، شواهد ژنتیکی قومیت ترک از مناطقی نزدیک سیبری جنوبی و مغولستان به عنوان خاستگاه آنان حکایت دارد. به طور مشابه چندین زبان شناس، از جمله Juha Janhunen، Roger Blench و Matthew Spriggs پیشنهاد می کنند که مغولستان سرزمین اصلی زبان ترکی اولیه بوده است. به گفته Robbeets، اقوام ترک از مردمانی بودند که در منطقه ای زندگی می کردند که از سیبری جنوبی و مغولستان امروزی گرفته تا حوزه غرب رودخانه لیائو (منچوری امروزی) ادامه داشته است. جو-یوپ لی و شونتو کوانگ، پس از ده سال پژوهش ژنتیکی بر روی مردم ترک و تجزیه و تحلیل آن اظهار نمودند که ترکان نخستین و قرون وسطی، گروه قومی ناهمگنی بودند و ترکی شدن اوراسیا در نتیجه مهاجرت یک قوم و جمعیت یکسان نبوده، بلکه به سبب انتشار زبانی رخ داده است.